# HD79752
HD79752 — хімічно пекулярна зоря спектрального класу A0, що має видиму зоряну величину в смузі V приблизно  6,3.
Вона  розташована на відстані близько 347,7 світлових років від Сонця.

## Фізичні характеристики
Зоря HD79752 обертається 
дуже швидко 
навколо своєї осі. Проєкція її екваторіальної швидкості на промінь зору становить  Vsin(i)=264км/сек.

## Пекулярний хімічний склад
Зоряна атмосфера HD79752 має підвищений вміст 
Si
.